# Overshooting
Overshooting (ultrapassagem) denota uma reação mais que proporcional da taxa de câmbio a uma variação da oferta de moeda no curto prazo.